# هارولد دانييل
هارولد دانييل (بالإنجليزية: Harold Daniell)‏ مواليد 29 أكتوبر 1909 - الوفاة 19 يناير 1967، كان متسابق دراجات نارية إنجليزي فاز بكأس جزيرة مان السياحية. نافس في سباقات بطولة العالم لفئة 500 سي سي.

## البطولات
- كأس جزيرة مان السياحية 1938
- كأس جزيرة مان السياحية 1949